# جيف غورتن
جيف غورتن (بالإنجليزية: Jeff Gorton)‏ هو مدير عام أمريكي، ولد في 27 أبريل 1968 في ميلروز في الولايات المتحدة.